# Jezioro Trackie
Jezioro Trackie – jezioro w woj. warmińsko-mazurskim, położone we wschodniej części Olsztyna, na terenie osiedla Zielona Górka, leżące na terenie Pojezierza Olsztyńskiego
Według urzędowego spisu opracowanego przez Komisję Nazw Miejscowości i Obiektów Fizjograficznych (KNMiOF) nazwa tego jeziora to Jezioro Trackie. W różnych publikacjach i na mapach topograficznych jezioro to występuje pod nazwą Track.
Na jeziorze znajduje się wyspa o powierzchni ok. 15 arów.
Dominująca roślinność – Phalaris arundinacea, Phragmites australis, T. latifolia, T. angustifolia, Acorus calamus, G. maxima, S. lacustris, C. vesicaria, C. paniculata, Polygonum amphibium, P. pectinatus, P. perfoliatus, P. lacustris, Heleocharis palustris, Sparganium ramosum.